# Transport ferroviaire en Mongolie
Le transport ferroviaire est un moyen de transport important dans le grand territoire enclavé de la Mongolie, desservi par un modeste réseau routier peu performant. En 2007, le rail transportait 93 % du fret et son bénéfice était issu à 43 % du trafic voyageurs. Le système ferroviaire emploie 12 500 personnes.
L'opérateur national est UBTZ (mongol : Улаанбаатар төмөр зам)), traditionnellement connu sous le nom de Chemin de fer mongol (mongol : Монголын төмөр зам, ou en abrégé MTZ). Cela peut être source de confusion, car MTZ désigne depuis 2008 une compagnie distincte d'UBTZ. Le transport ferroviaire est bon marché.

## Réseau

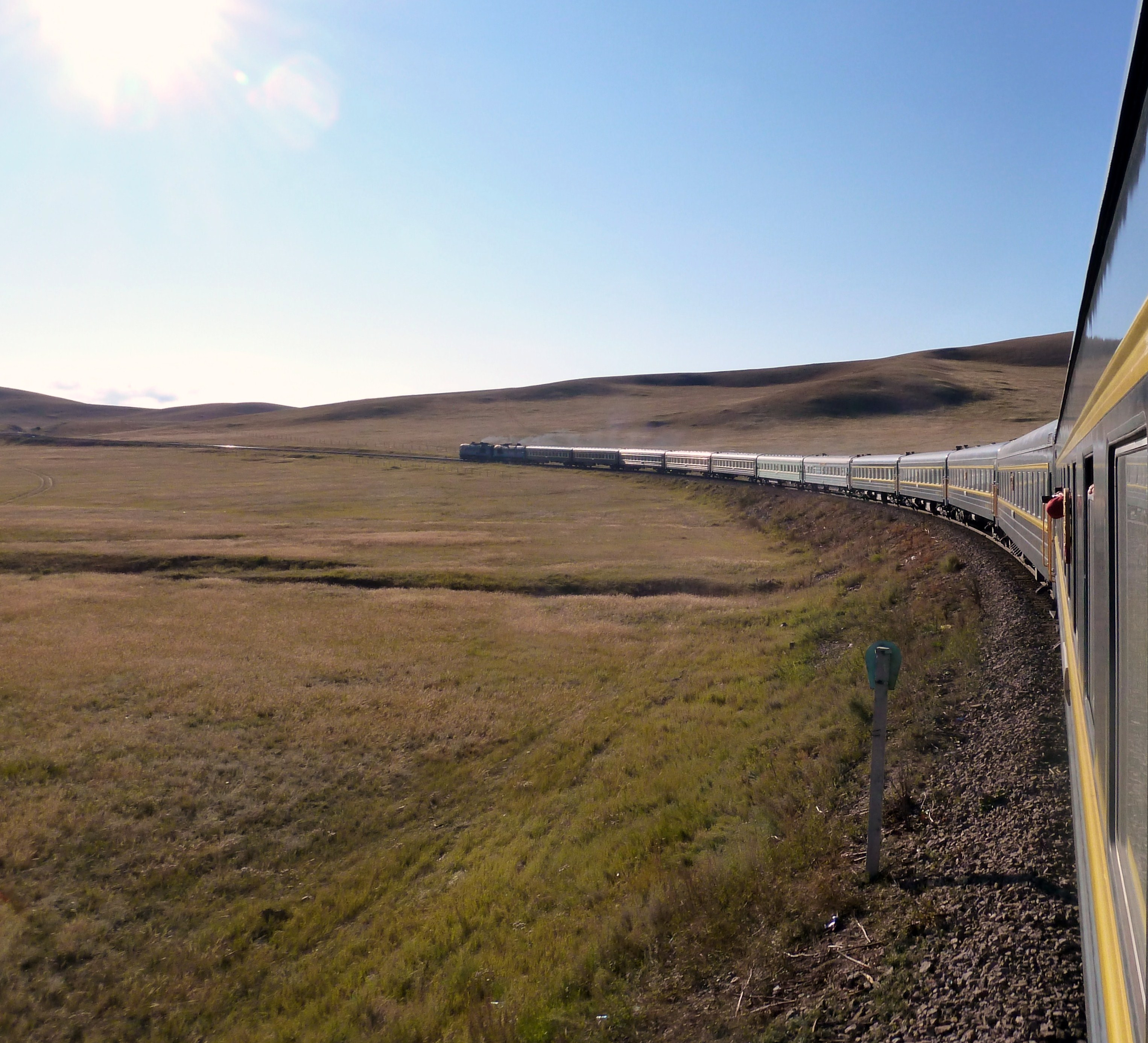
Le Transmongol.

Le transport ferroviaire mongol est structuré autour de la principale continentale, appuyé[Quoi ?] d'un réseau non électrifié d'une longueur totale de 1 908 km, pour moitié détenu par les chemins de fer russes. Le Transmongol est connecté au Transsibérien depuis l’embranchement d'Oulan-Oudé en Russie, et continue jusqu'à Pékin en Chine, en passant par la capitale mongole Oulan-Bator. Cette ligne est longue de 1 100 km. Elle a des rails à écartement russe, qui demandent un changement à la frontière chinoise.
Il existe aussi des lignes à vocation industrielle, notamment vers Erdenet pour son combinat exploitant le cuivre, ou vers les exploitations de charbon de Sharyngol, Nalayh et Baganuur, ancienne base soviétique.
Pour le trafic voyageur, des trains relient quotidiennement la capitale Oulan-Bator à Darkhan, Sukhbaatar, et Erdenet.

## Matériel roulant
De nombreuses locomotives M62 sont utilisées, complétées par des TEM2, des 2TE116 (en), des DASH-7, et des GE Evolution Series. En octobre 2010, le Chemin de fer mongol a passé commande à Transmashholding de trente-cinq locomotives diesel 2TE116 (en).

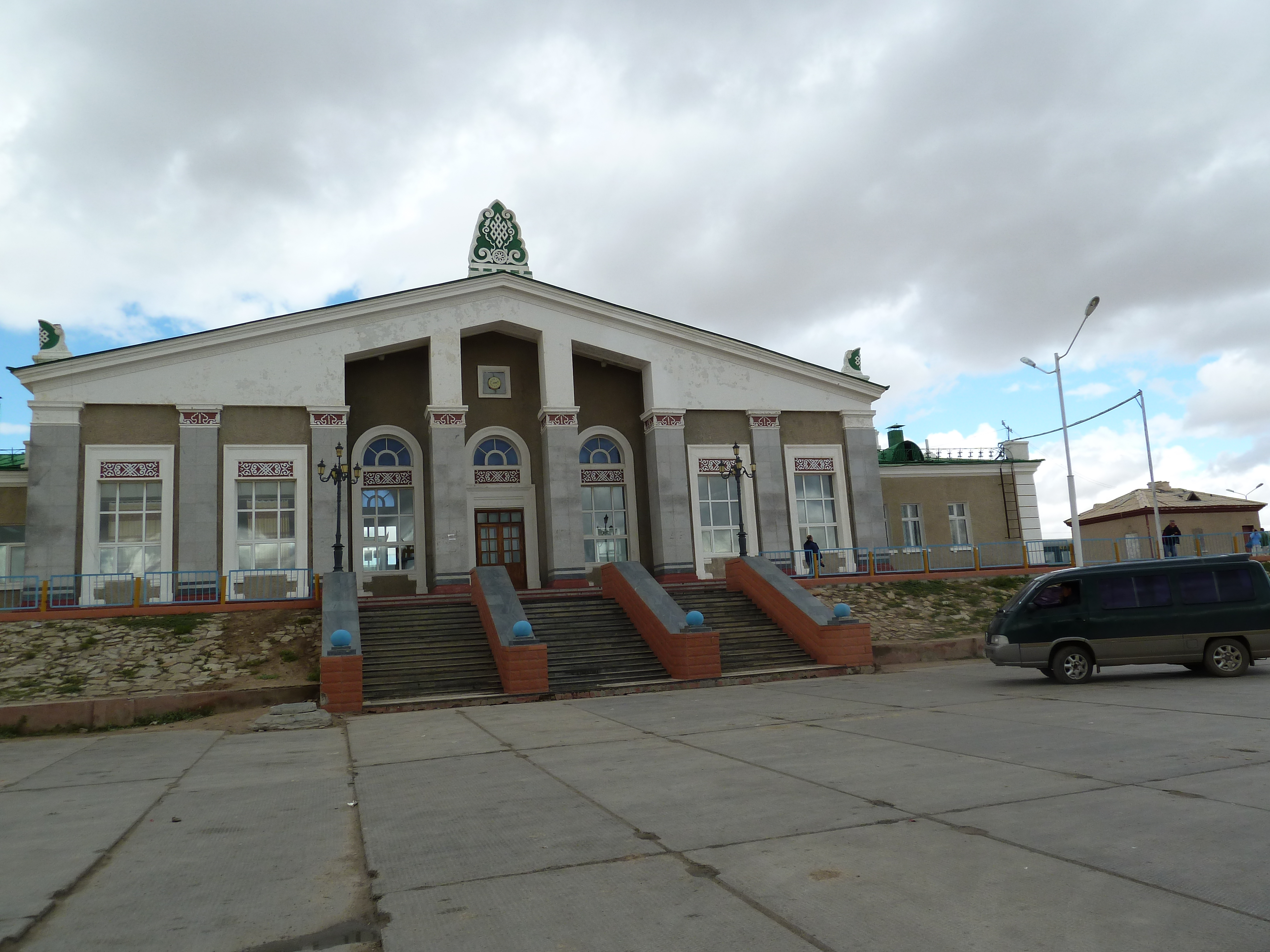
Gare de Saynshand.
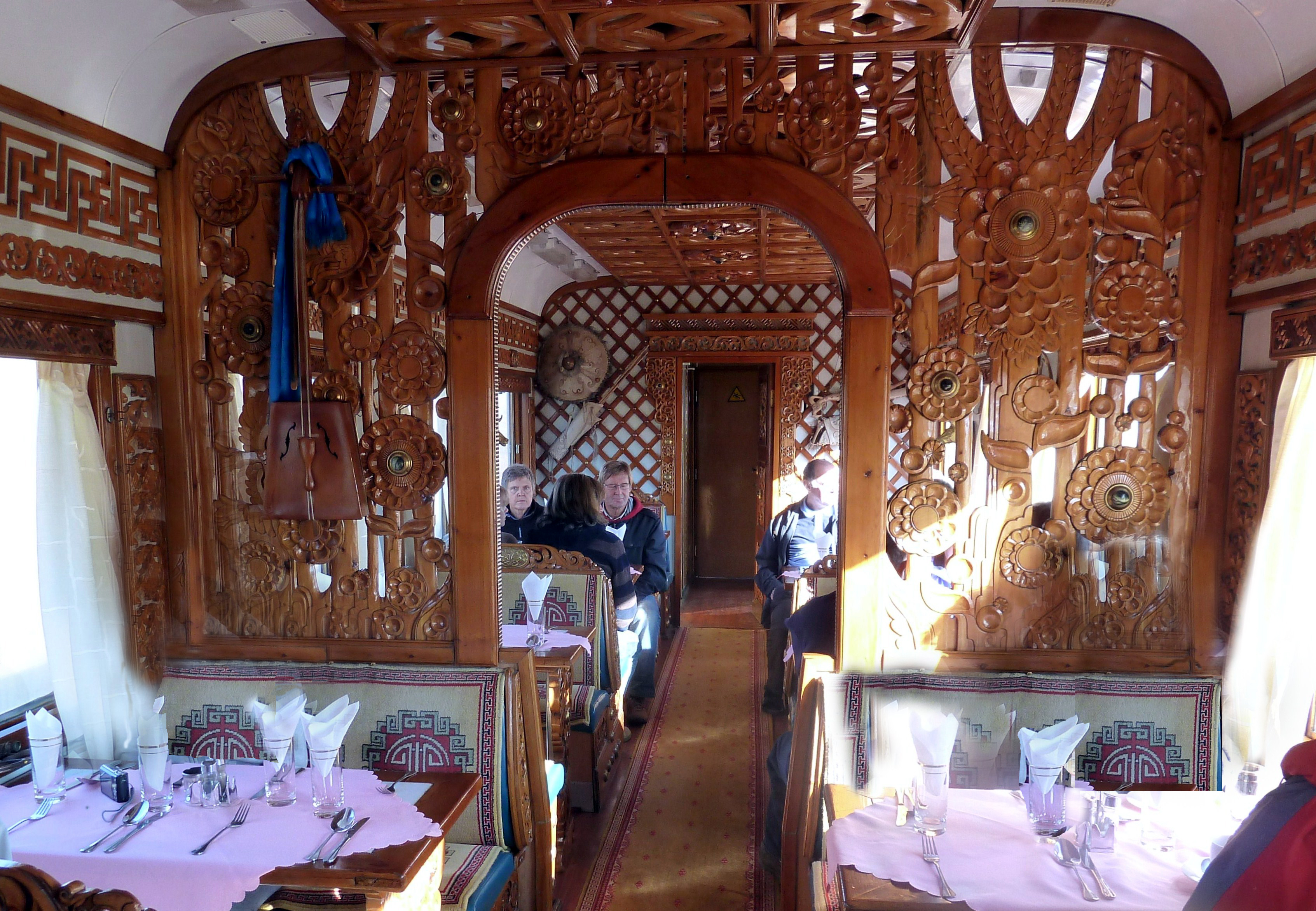
Voiture-restaurant du Transmongol.
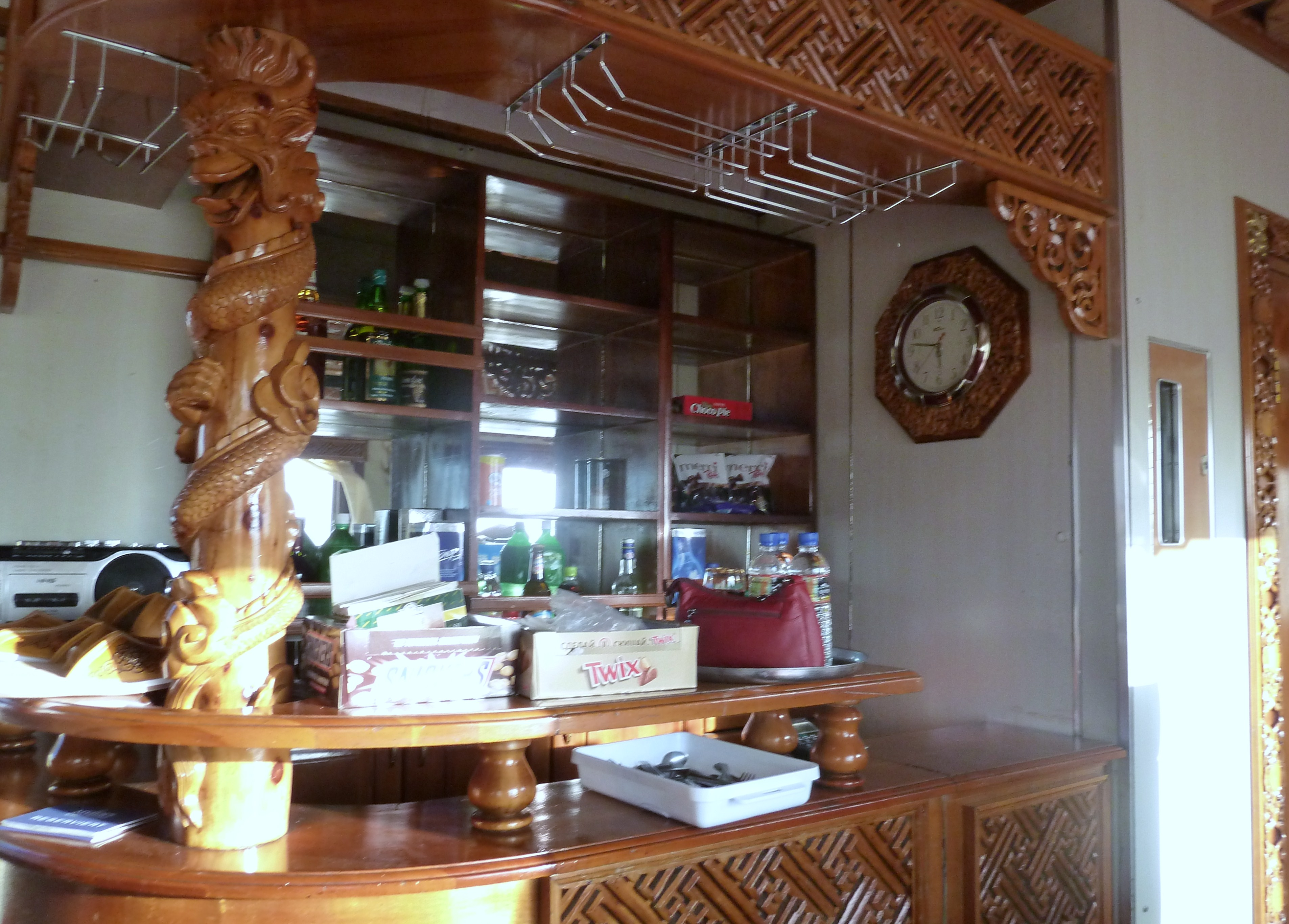
Voiture-bar du Transmongol.
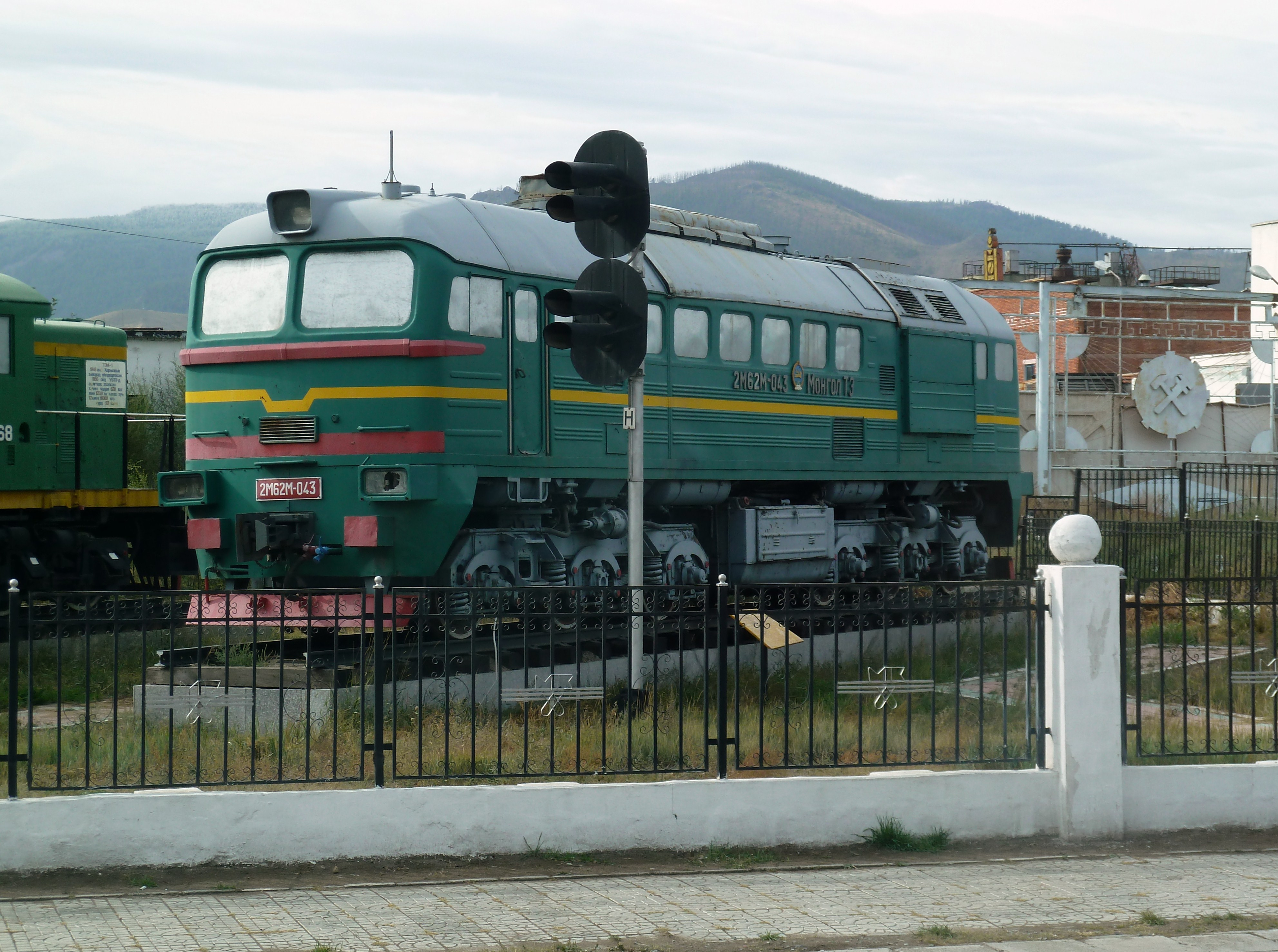
Oulan Bator : locomotive 159-469.
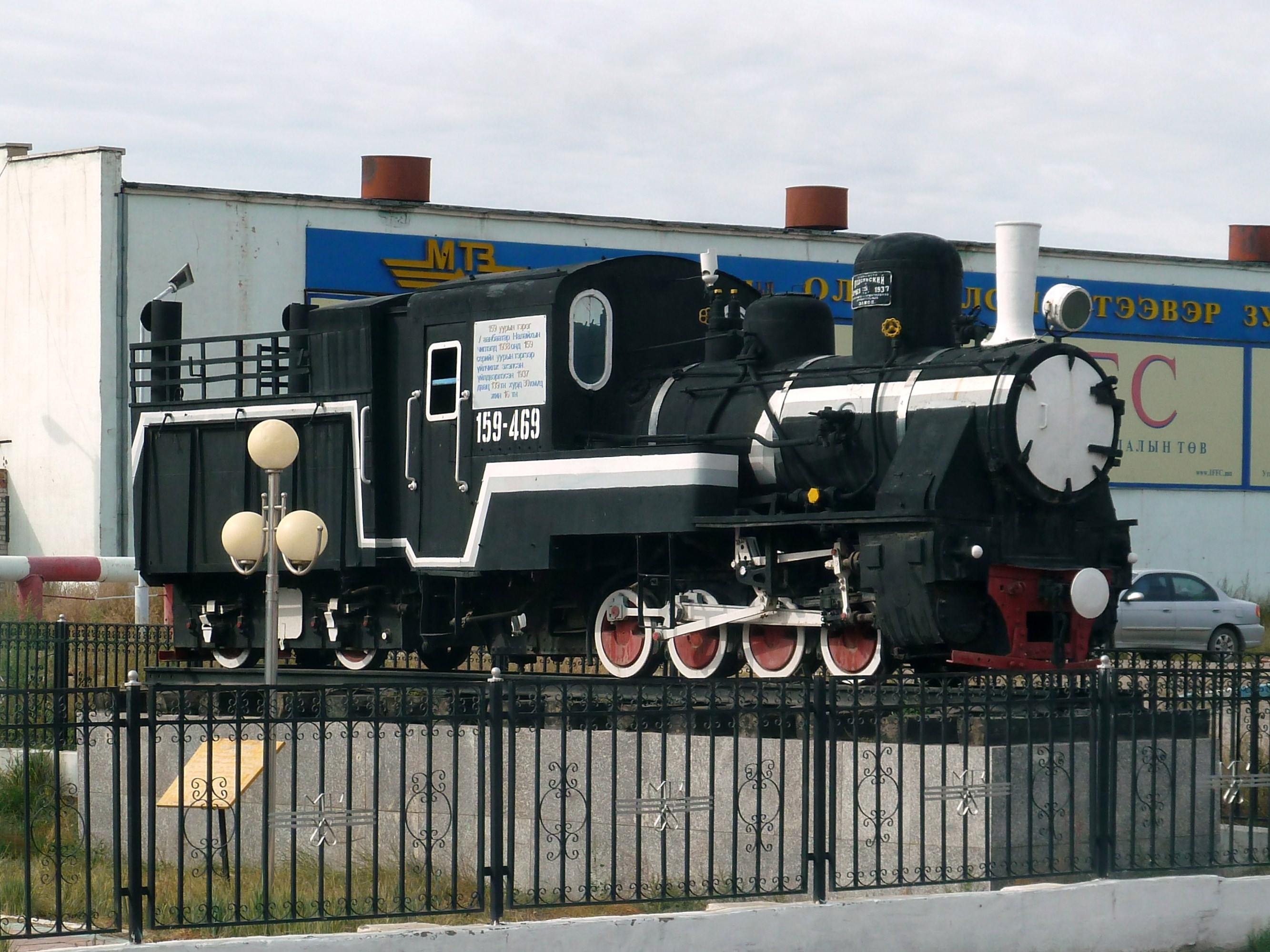
Oulan Bator : locomotive M62.
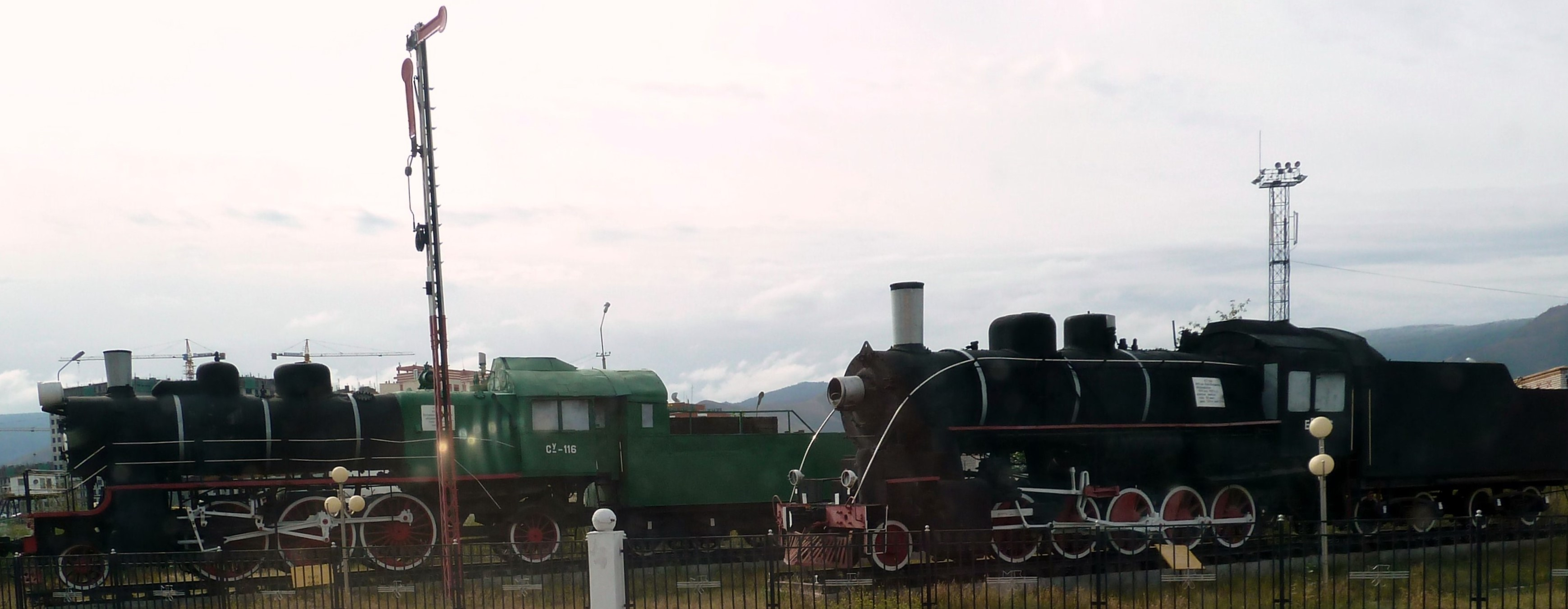
Oulan Bator : locomotives à vapeur Cy 116.
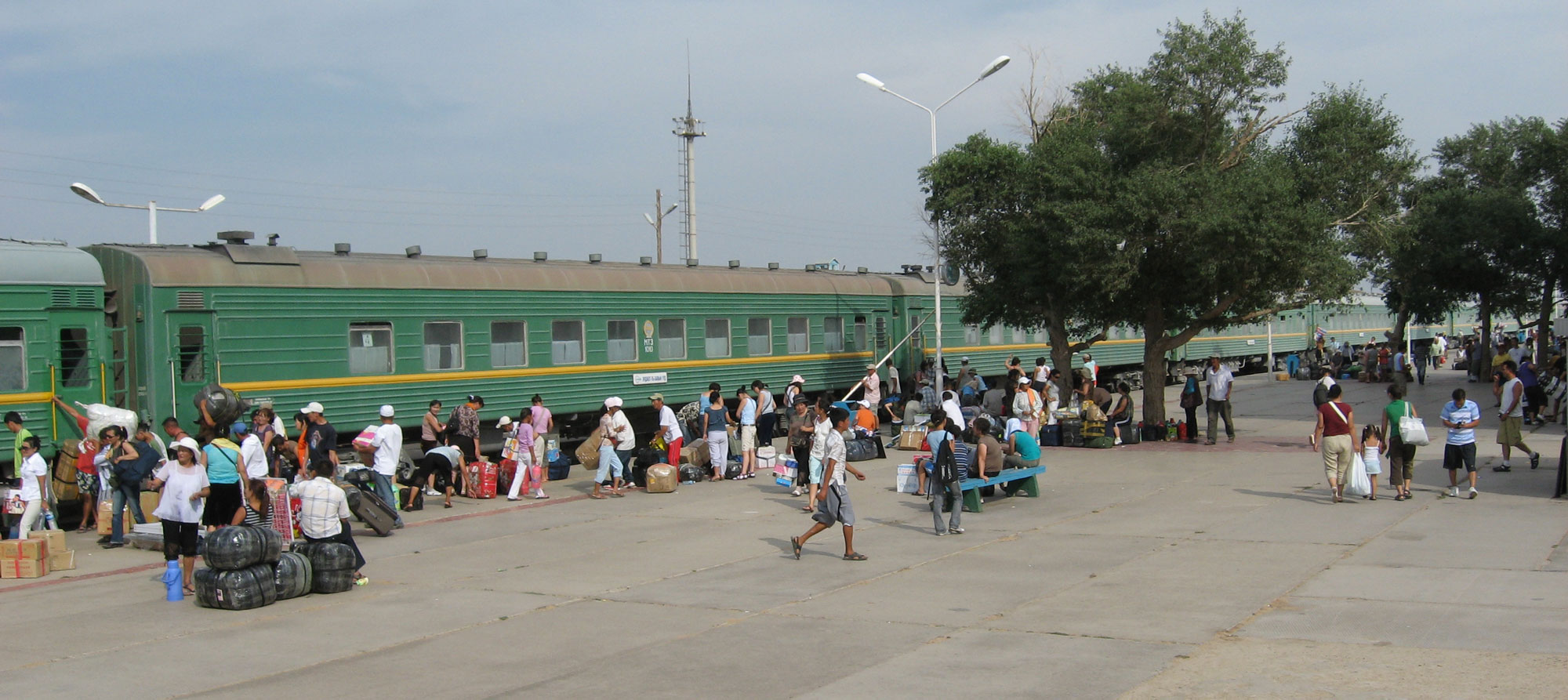
Un train voyageur en gare de Zamyn-Üüd.
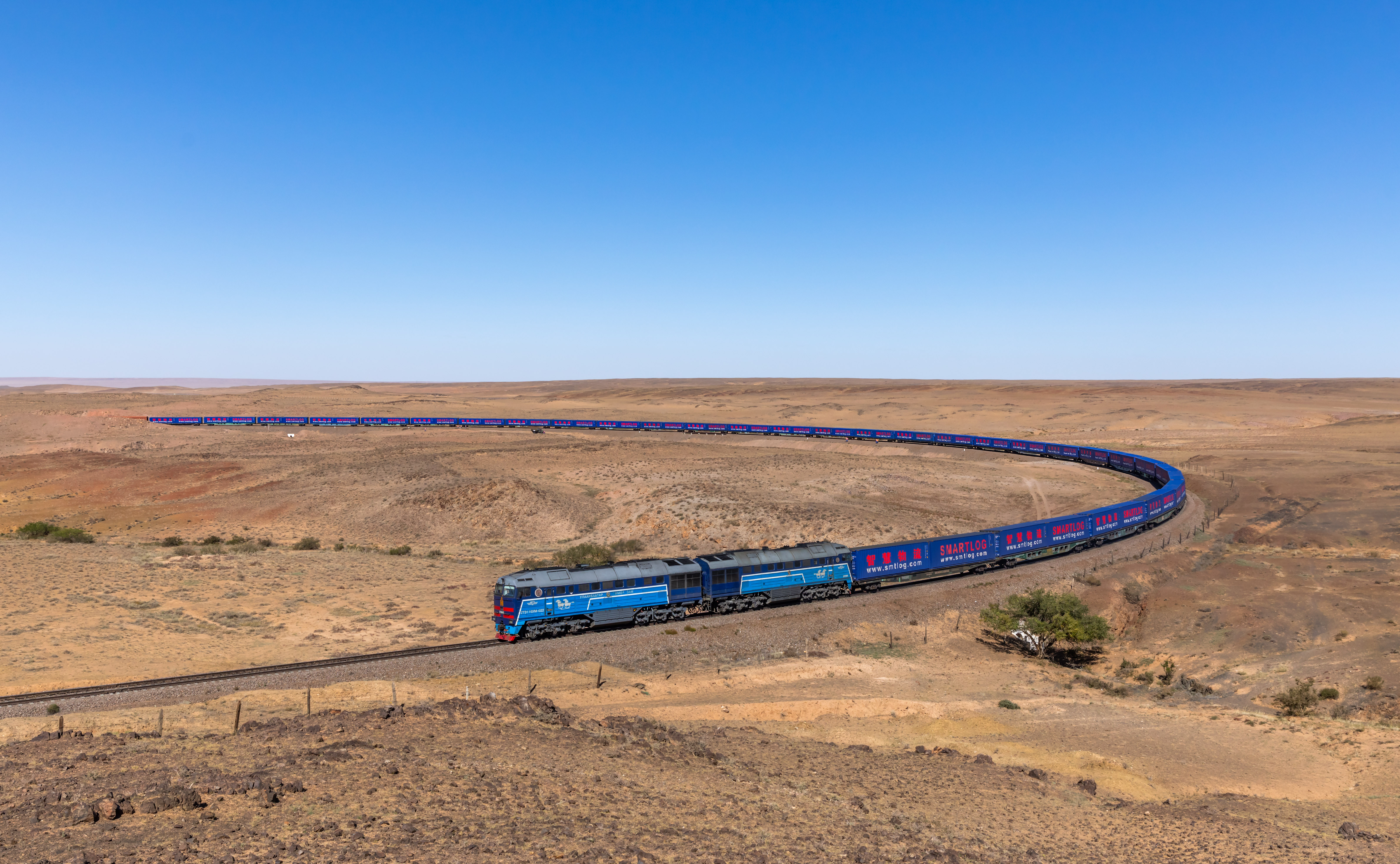
Train de marchandises en Mongolie entre Cagaan Had (цагаан хад) and Sumangijn Zoo (Сумангийн Зоо). Septembre 2023.